# نظام سان فرانسيسكو
نظام سان فرانسيسكو (المعروف أيضًا باسم هيكل "المحور والأطراف") هو شبكة من التحالفات التي سعت الولايات المتحدة إلى إقامتها في منطقة آسيا والمحيط الهادئ، بعد نهاية الحرب العالمية الثانية - الولايات المتحدة كـ"محور"، واليابان وكوريا الجنوبية وتايوان والفلبين وتايلاند وأستراليا ونيوزيلندا كـ"أطراف". يتألف النظام من التزامات سياسية وعسكرية واقتصادية ثنائية بين الولايات المتحدة وحلفائها في منطقة آسيا والمحيط الهادئ. يتناقض هذا النظام مع التحالفات متعددة الأطراف، مثل حلف شمال الأطلسي (الناتو).
في البداية، سعت الولايات المتحدة إلى إقامة تحالف متعدد الأطراف بين حلفائها في منطقة آسيا والمحيط الهادئ، إلا أن حلفاء أمريكا في المنطقة كانوا غير راغبين أو مترددين في الدخول في تحالف متعدد الأطراف. ونتيجةً لذلك، اختارت الولايات المتحدة هيكلية المحور والأطراف، وهي مجموعة من التحالفات الثنائية.

## تاريخ
إن نظام المحاور والأطراف، حيث الولايات المتحدة هي "المحور" وغياب أي روابط واضحة بين "الأطراف"، سمح للولايات المتحدة بممارسة نفوذ مهيمن على حلفائها الأصغر في منطقة آسيا والمحيط الهادئ. ولا يزال إرث هذا النظام قائمًا حتى اليوم، متمثلًا في غياب هيكل أمني متعدد الأطراف في المنطقة مثل حلف الناتو. ويرى البعض أن سبب استمرار النظام اليوم هو تحول تركيزها من الاهتمامات الإقليمية إلى الاهتمامات العالمية، مثل الحرب ضد الإرهاب وقضايا أسلحة الدمار الشامل.

### ما بعد الحرب الكورية
بعد الحرب العالمية الثانية مباشرة، لم تعد الولايات المتحدة مهتمة بالتدخل في منطقة آسيا والمحيط الهادئ، وكانت أكثر تركيزا على دورها في أوروبا. ومع ذلك، بعد الحرب الكورية، أصبحت الولايات المتحدة أكثر انخراطًا في منطقة آسيا والمحيط الهادئ. 

### الاتفاقيات الثنائية في الخمسينيات
ومع تصاعد الحرب الباردة، بدأت الولايات المتحدة في بناء تحالفات عسكرية في منطقة آسيا والمحيط الهادئ. وقررت التوقيع على معاهدة الدفاع المشترك مع الفلبين في أغسطس 1951. وبعدوتلا ذلك سلسلة من معاهدات الدفاع: معاهدة الأمن مع أستراليا ونيوزيلندا في سبتمبر 1951، ومع كوريا الجنوبية في أكتوبر 1953، ومع جمهورية الصين في ديسمبر 1954، ومعاهدة الأمن مع اليابان في يناير 1960. تم الاتفاق على بيان ثانات-روسك بين الولايات المتحدة وتايلاند في مارس 1962، على الرغم من أنه لم يكن معاهدة دفاع متبادل. وقد شُكِّلت أنظمة المحاور الرئيسية بناءً على هذه المعاهدات. 
اقترح فيكتور تشا سببًا لاختيار الولايات المتحدة هيكلًا ثنائيًا من خلال نظرية "لعبة القوة". جاءت الفكرة الأساسية من نظرية الدومينو - أنه إذا سقطت دولة ما في الشيوعية، فإن الدول الأخرى ستتبعها. يُعرّف تشا لعبة القوة بأنها "بناء تحالف غير متكافئ مصمم لممارسة أقصى قدر من السيطرة على الحلفاء الأصغر في المنطقة الذين قد ينخرطون في سلوك عدواني ضد الخصوم الذين قد يوقعون الولايات المتحدة في حرب غير مرغوب فيها". جادل تشا بأن نظام المحور والأطراف سمح للولايات المتحدة ليس فقط باحتواء التهديد الذي يشكله الاتحاد السوفيتي، بل أيضًا باكتساب سلطة حصرية على منطقة آسيا والمحيط الهادئ. ومع ذلك، كانت الولايات المتحدة تخشى من أن تتورط في حرب غير مرغوب فيها، وبالتالي هناك حاجة إلى طريقة لكبح جماح هؤلاء الحلفاء المارقين. ومن الأمثلة على الحليف المارق سينغمان ري من كوريا الجنوبية، الذي كان يطمح إلى ضم كوريا الشمالية، وقد تضمنت المعاهدة مغامراته. وكان تشيانج كاي شيك حليفًا استبداديًا مناهضًا للشيوعية. كما زاد طموحه لاستعادة السيطرة على البر الرئيسي الصيني من مخاوف الولايات المتحدة من الوقوع في فخ صراع طويل الأمد. ولذلك، اقتصرت معاهدة الدفاع المشترك على منطقة مضيق تايوان بدلاً من كامل الأراضي التي تطالب بها حكومة تشيانغ. وكان من أسباب إبرام الاتفاقيات الثنائية في المنطقة منع تجدد العدوان الياباني وانتعاش الاقتصاد الياباني في الوقت نفسه، حتى تصبح اليابان محرك نمو في المنطقة من خلال توفير فرص اقتصادية كافية (على النقيض تمامًا من معاهدة فرساي بين حلفاء الحرب العالمية الأولى وألمانيا، التي أجبرت ألمانيا على تعويض الدمار الهائل الذي سببته، مما أدى إلى فشلها المبكر).

### التعددية
ومع ذلك، على مر السنين، بدأت دول آسيا والمحيط الهادئ تدرك قيمة التعددية وبدأت في تكوين روابط اقتصادية متعددة الأطراف محلية، والتي لم تكن الولايات المتحدة عضوًا فيها، مثل رابطة دول جنوب شرق آسيا. تسببت الأزمة المالية الآسيوية عام 1997 في إدراك بعض الدول الإقليمية لأهمية "خيار الخروج/الدخول" للاستقرار الاقتصادي الإقليمي بصرف النظر عن الولايات المتحدة. وقد وصف هذا بأنه تحدٍ لنظام المحور والأطراف الذي تقوده الولايات المتحدة، حيث زادت دول المنطقة من تفاعلاتها مع الصين، مما جعل التحالفات الثنائية خيارًا للتحوط. وفقًا لدراسة أجريت عام 2020، أرادت الولايات المتحدة تحالفًا متعدد الأطراف في منطقة آسيا والمحيط الهادئ بدلاً من بنية المحور والأطراف. 

## الأساس المنطقي
نظام المحور والأطراف هو تحالف غير متكافئ بطبيعته من حيث الأمن والاقتصاد، حيث يوفر الحماية العسكرية والوصول الاقتصادي من خلال التجارة بدلاً من المساعدات. يمكن تفسير النظام بشكل أفضل من خلال عدسة نموذج مقايضة الأمن والاستقلال. يأخذ النموذج في الاعتبار روابط التحالف غير المتكافئة التي تشمل دولاً ذات وضع قوة مختلف عن روابط التحالف المتناظرة. التحالف غير المتكافئ هو عقد تتولى فيه القوة العظمى مسؤولية أمن دولة صغرى من خلال التعهد بدعمها في حالة نشوب صراع عسكري. في المقابل، تكتسب القوة العظمى استقلالية أو نفوذاً على عملية صنع القرار في السياسة الخارجية للقوة الصغرى. إن الأساس المنطقي لدخول هذا النظام، بالنسبة للقوى الصغرى، هو الاهتمام بالتحالفات لتعزيز الأمن من العدوان العسكري. قد تكون القوة العظمى مهتمة بالتحالفات مع القوى الصغرى ليس للدفاع عن أراضيها، ولكن لتوسيع نطاق نفوذها العسكري والأجنبي.
ومع ذلك، ومع نمو منطقة آسيا والمحيط الهادئ في ثرواتها وقوتها، فإن البلدان التي كانت تحت الحماية غير المتكافئة للولايات المتحدة واجهت بشكل متزايد دعوات للمساهمة بشكل أكبر في دفاعها.   وتستمر المحادثات بين الولايات المتحدة وكوريا الجنوبية واليابان، لكن البلدين تعهدا بزيادة تمويلهما لنشر القوات الأميركية داخل حدودهما بشكل طفيف على الأقل.

## اليابان
من المهم ملاحظة أن طبيعة العلاقة مع اليابان كانت مختلفة بعض الشيء عنها مع دول آسيا والمحيط الهادئ الأخرى. نظرت الولايات المتحدة إلى اليابان كقوة عظمى محتملة في شرق آسيا. ولذلك، أبرمت أقوى معاهدة دفاعية مع اليابان. أرادت الولايات المتحدة أن تشارك اليابان بشكل أكبر في حفظ السلام في آسيا وأن تشاركها في تحمل أعباءه. إلا أن مبدأ يوشيدا يُظهر أن اليابان لم تُشاركها نفس الأفكار.
في أوائل عام 2024، اتخذ رئيس الوزراء الياباني فوميو كيشيدا سلسلة من القرارات لإعادة تموضع الموقف الدفاعي لليابان بشكل كبير. وفي إشارة علنية إلى "نقطة تحول تاريخية" نتيجة لتصاعد التوترات الجيوسياسية عبر قارات متعددة، أعلن كيشيدا التزامه بالانفصال الهادف عن موقف اليابان السلمي الصارم بعد الحرب.  إن هذه ليست سوى الجولة الأخيرة في التاريخ الطويل من الصراعات التي شهدتها اليابان بشأن دستورها الذي فرض عليها من الخارج بعد الحرب، وخاصة المادة التاسعة منه، والتي تجبر اليابان على نبذ الحرب.